# Shinkansen E6
El Shinkansen E6 es un modelo de la red ferroviaria de alta velocidad Shinkansen perteneciente a la JR East Company que opera en los servicios  Tohoku Shinkansen y Akita Shinkansen desde marzo de 2013. 
La primera unidad de la serie E6 que se pudo ver fue el prototipo S12 de preproducción, que fue entregado en junio de 2010 y que JR East utilizó para hacer pruebas en la línea Tohoku y Akita, para asegurarse que todo funcionaría a la perfección para cuando las unidades de producción entrasen en servicio. El resto unidades entrarán en servicio entre 2012 y 2014.

## Diseño
El Shinkansen E6, junto con el E5, son los trenes resultantes derivados de los experimentales Fastech 360 S y Z.
Ambos fueron diseñados por Pininfarina a través de la supervisión de Ken Okuyama.

## Características
Testero aerodinámico de 13 metros de longitud, 2 menos que la serie E5, que reduce el ruido a la entrada de túneles y las vibraciones en el tren.
Bogies totalmente cubiertos que ayudan a reducir el ruido de rodadura con materiales fonoabsorbentes y cubiertas que existen entre coches, de forma que el lateral del tren presenta una superficie aerodinámicamente lisa al avance.
La serie E6 también cuenta con algunas innovaciones tecnológicas como un sistema de suspensión activa para mejorar el confort del viaje, además de un sistema de pendulación de hasta 1,5 grados.